# 27 Leonis Minoris
27 Leonis Minoris är en vit underjätte i Lilla lejonets stjärnbild.
27 Leonis Minoris har visuell magnitud +5,90 och är svagt synlig för blotta ögat vid mycket god seeing. Den befinner sig på ett avstånd av ungefär 240 ljusår.